# Ruben Paz
Ruben Gerardo Paz, (Los Baños, California, Estados Unidos, 10 de abril de 1997), conocido simplemente como Ruben Paz, es un cantante, compositor y productor estadounidense. Ruben descubrió su pasión por la música HipHop/Rap a la edad de 8 años. comenzó su carrera profesional desde los 18 años en la escena hip hop estadounidense colaborando con artistas de renombre como Kap G, Hot Spanish, Rockie Fresh y el rapero mexicano MC Davo.
El 24 de septiembre de 2018, lanzó el video de su primera canción en español "Yo Soy". El video fue grabado en Guadalajara, Jalisco y fue producido por Willis Lane y El Chiste Es Hacer.

## Carrera musical
Empezó su carrera profesional a los 18 años (2015) con su álbum Only for the Moment (EP). Ruben descubrió su pasión por la música Hiphop/rap a la edad de 8 años. Pasaba horas viendo videos musicales en MTV. "Uno de los primeros videos que vio fue Back Then de Michael Johns. A la edad de 10 años grabó su primera canción en un micrófono de Guitar Hero en casa de un amigo, en ese momento Rubén decidió lo que quería hacer en la vida. Después de eso pasó horas escribiendo música en casa y en clase. Ruben tomó las iniciales RPG de su papá (Rubén Paz Gerardo) como un homenaje a su padre.
Ruben Paz ha logrado grandes progresos con su música en un corto período de tiempo. Al permanecer fiel a su ritmo, Ruben ha podido añadir canciones a su carrera con raperos de renombre como, Kap G y Rockie Fresh.
Las influencias musicales del rapero son: 2pac, Kid Cudi y Kanye West.

### Conciertos en México
En 2017 Ruben, colaboró con Ben El Gringo y el trapero HotSpanish ofrecieron varios conciertos a sus fanáticos en varias ciudades de México tales como Monterrey, Ciudad Juárez, Guadalajara, México DF y Tijuana. El 1 de octubre viajó a la Ciudad de México para presentarse y a la vez ayudar a las víctimas del Terremoto de Puebla de 2017 donando alimentos y una sillas de ruedas.

## Álbumes

### Álbumes de estudio
| Título                   | Detalles                                                                                          | Posicionamientos | Posicionamientos |
| Título                   | Detalles                                                                                          | USA              | MEX              |
| ------------------------ | ------------------------------------------------------------------------------------------------- | ---------------- | ---------------- |
| Apasionado (EP)          | - Lanzamiento: 2009 - Discográfica: Independiente - Formatos: descarga digital                    | —                | —                |
| Amor virtual             | - Lanzamiento: 1 de septiembre de 2011 - Discográfica: Independiente - Formatos: Descarga digital | —                | —                |
| Only for the Moment (EP) | - Lanzamiento: 2016 - Discográfica: Independiente - Formatos: CD, descarga digital                | —                | —                |
| Forever in my zone       | - Lanzamiento: 15 de junio de 2017 - Discográfica: Independiente - Formatos: CD, descarga digital | —                | —                |

## Colaboraciones
- 2016: TeamBrocoli (Tiradera A Las Noticias) (de Hot Spanish).
- 2017: Trap (de Hot Spanish).
- 2017: Cienes (con Ben El Gringo, de Hot Spanish).
- 2017: New Era (con Rockie Fresh).
- 2017: Way Back (con Kap G).[7]
- 2017: Afuera Llueve (ft. MC Davo, Michel Groma & Buns).

### Videos musicales
| 17 de marzo de 2016      | I.D.G.A.F.N            | —            | Only for the moment (EP) | Independiente |
| 23 de junio de 2016      | My Mind                | —            | Only for the moment (EP) | Independiente |
| 5 de octubre de 2016     | Greatest Year          | —            | Only for the moment (EP) | Independiente |
| 19 de octubre de 2016    | The Bottom             | —            | Only for the moment (EP) | Independiente |
| 10 de noviembre de 2016  | So High                | —            | Only for the moment (EP) | Independiente |
| 1 de diciembre de 2016   | Destined For Greatness | —            | Only for the moment (EP) | Independiente |
| 2 de marzo de 2017       | New Era                | Rockie Fresh | Only for the moment (EP) | Independiente |
| 29 de marzo de 2017      | About Me               | —            | Only for the moment (EP) | Independiente |
| 21 de julio de 2017      | Way Back               | Kap G        | Forever in my zone       | Independiente |
| 30 de septiembre de 2017 | You Got                | —            | Forever in my zone       | Independiente |